# Höganäs musikkår
Höganäs musikkår är en amatörmusikkår i Höganäs.  Kåren, som är Sveriges äldsta, grundades 1853 av Höganäs Stenkolsverk som senare blev Höganäsbolaget. Som förebild för Höganäs Musikkår stod Skånska husarregementets musikkår i Helsingborg.  
Musikkår har en sättning bestående av flöjt, klarinett, saxofon, kornett, trumpet, horn, trombone, baryton, tuba, slagverk. Kåren drivs som en enskild förening som inte längre har någon anknytning till bolaget som 1853 grundade kåren. Orkestern har numera ett samarbete med musikskolan i Höganäs.
Varje år spelas ett femtontal konserter runt om i kommunen och de senaste åren har även ett utbyte med musikkåren i Höganäs kommuns vänort Wittstock i Tyskland inletts. 

## Orkesterns första tid
Orkestern var en relativt liten bleckblåsensemble med  12 musiker. Kåren förblev en ren bleckblåsorkester fram till 1930-talet då det infördes träblåsinstrument efter att det så hade skett vid Skånska husarregementet. De musikaliska ledarna var ofta regementsmusiker. Som första ledare anställdes Nils Tyboni, musiker vid Skånska husarregementet.
Det var bolaget som köpte in instrumenten till musikerna.
Då man hade utsett ledare och köpt in instrument och noter utsågs musikerna till kåren. Musikkåren har troligtvis inte fungerat som en amatörmusikkår i dagens mening. Musikerna hade skyldighet att ställa upp i musikkåren då bolaget krävde det. Betalningen utgick i form av fri utbildning, instrument och noter samt möjlighet att tjäna egna pengar genom framträdanden på fritiden utanför bolagets regi. De första medlemmarna var i tonåren och detta beskrivs även i bolagets årsrapporter då kåren benämns vara en läroanstalt för ungdomar.

## Musikkårens fram till nutid
Höganäs Musikkår har haft flera olika konstellationer under årens gång. Inte bara som en ren musikkår. Musikåren har även under mitten av 1900-talet, haft en gossmusikkår där ungdomar under ledning av hög musikalisk kompetens lärt sig spela instrument. En strängorkester, en sextett och ett storband har också funnits under musikkårens vingar.